# Kanton Lavoûte-Chilhac
Lavoûte-Chilhac is een voormalig kanton van het Franse departement Haute-Loire. Het kanton maakte deel uit van het arrondissement Brioude. Het werd opgeheven door het decreet van 17 februari 2014, met uitwerking op 22 maart 2015. Alle gemeenten werden opgenomen in het nieuwe kanton Pays de Lafayette.

## Gemeenten
Het kanton Lavoûte-Chilhac omvatte de volgende gemeenten:
- Ally
- Arlet
- Aubazat
- Blassac
- Cerzat
- Chilhac
- Lavoûte-Chilhac (hoofdplaats)
- Mercœur
- Saint-Austremoine
- Saint-Cirgues
- Saint-Ilpize
- Saint-Privat-du-Dragon
- Villeneuve-d'Allier